# Baylor County
Baylor County är ett administrativt område i delstaten Texas, USA, med 3 726 invånare (2010). Den administrativa huvudorten (county seat) är Seymour. 

## Geografi
Enligt United States Census Bureau har countyt en total area på 2 334 km². 2 255 km² av den arean är land och 78 km² är vatten.  

### Angränsande countyn
- Wilbarger County - nord
- Archer County - öst
- Throckmorton County - syd
- Knox County - väst
- Foard County - nordväst